# Марі Дюба
Марі́ Дюба́ (фр. Marie Dubas; 3 вересня 1894, Париж — 21 лютого 1972, Париж) — французька співачка, акторка. Виступала у мюзік-холлах.

## Біографія
Марі Дюба народилася в Парижі, Франція, розпочала свою кар'єру як театральна актриса, але прославилася як співачка. Дюба почала співати в маленьких кабарі Монмартра, змішуючи комедію зі своїми виступами. Вона здобула значну кількість шанувальників, що призвело до пропозицій виступити в паризьких оперетах та мюзиклах. В 1920-х і 1930-х роках вона грала головні ролі в таких місцях, як Casino de Paris та Bobino, великий мюзик-хол на Монпарнасі. Її найвідоміша пісня Mon Légionnaire була написана Раймоном Ассо і записана у 1936 році. Її популярність стала такою, що 1939 року вона гастролювала Сполученими Штатами.
Окупація Франції німцями під час Другої світової війни виявилася важким часом для єврейки Марі Дюба. Незважаючи на те, що вона була одружена з французом-неєвреєм, який служив у ВПС, вона була заборонена урядом Віші і поміщена під домашній арешт гестапо, який увірвався в її паризьку квартиру. Вимушена тікати з країни, Дюба сховалась у Лозанні, Швейцарія, де залишалася до кінця війни. Після повернення до Франції вона дізналася, що її сестру стратили, а племінника відправили до концтабору, і більше про нього ніхто нічого не чув.
Марі Дюба повернулася до виступів і в 1954 році була обрана головною артисткою на відкритті паризької Олімпії. Вистава про її життя Dubas de haut, en bas була поставлена Opéra Éclaté.

## Смерть
Марі Дюба вийшла на пенсію у 1958 році. Вона померла в Парижі у 1972 році та похована на цвинтарі Пер-Лашез. Сьогодні про неї майже забули.